# Памятник П. П. Шувалову
Памятник графу Павлу Петровичу Шувалову установлен в Лысьве в центральной части города.

## История
Первый памятник графу Шувалову был установлен в Лысьве 18 мая 1908 г. Он стал первым монументом города той эпохи. Памятник был воздвигнут на средства рабочих и служащих Лысьвы и обошёлся в 30 141 р.70 коп. Сохранилось имя создателя монумента — им был архитектор Леонид Владимирович Шервуд. Шервуд изобразил графа в уверенной позе хозяина Лысьвенского горного округа. Шувалов упирался в каменный выступ пьедестала, заложив ногу за ногу и олицетворяя собой мощный порыв вперёд. Народ прозвал памятник «Медведем».
Памятник простоял десять лет до 1918 г., когда после Октябрьской Революции он был снесён и по легенде — утоплен в близлежащем Лысьвенском пруду. Остался только постамент памятника, который пустовал до весны 1938 г., когда ему нашли другое применение — на него поставили статую Ленина. Статуя Ленина простояла вплоть до 2009 года, когда на постамент вновь было решено поставить П. П. Шувалова. 
Новый памятник Шувалову — копию старого — спроектировал пермский скульптор Иван Иванович Сторожев. Работы финансировались Министерством культуры в рамках проекта «Музейный квартал». Памятник был изготовлен из 7 чугунных частей, соединённых сваркой, в Каменск-Уральском и в конце 2009 г. установлен на прежнем постаменте — между Дворцом Шувалова и восстанавливаемым Свято-Троицким храмом.